# Hacine Cherifi
Hacine „Billy“ Cherifi (* 12. Dezember 1967 in Lyon) ist ein ehemaliger, französischer Profiboxer und WBC-Weltmeister im Mittelgewicht.
Cherifi wurde 1989 Profiboxer und trug seine ersten 23 Kämpfe auf französischem Boden aus. Dabei wurde er am 19. Oktober 1996 durch einen Punktesieg über den Russen Alexander Saitsew, Europameister im Mittelgewicht. Er verteidigte seinen Titel erfolgreich gegen den Kroaten Branko Sobot und den Briten Neville Brown, ehe er den Titel niederlegte, um den WBC-Weltmeistergürtel zu boxen.
Der erste Versuch sich den Titel im Supermittelgewicht zu sichern, scheiterte durch eine Punkteniederlage am Briten Robin Reid. Am 24. April 1999 besiegte er im Mittelgewicht den US-Amerikaner Keith Holmes einstimmig nach Punkten und sicherte sich damit dessen WBC-Weltmeistertitel. Doch bei einem Rückkampf gegen Holmes elf Monate später, verlor er durch technischen K. o. in Runde 7 seinen Titel wieder.
Im September 2000 boxte er gegen William Joppy um den WBA-Weltmeistertitel im Mittelgewicht, verlor jedoch durch Punkteniederlage über 12 Runden. Im Juli 2001 versuchte er, sich gegen Harry Simon den interimen Weltmeistertitel nach Version der WBO zu sichern, scheiterte jedoch erneut durch Punkteniederlage über 12 Runden. Auch gegen Félix Trinidad musste er im Mai 2002 eine Niederlage hinnehmen.
Im Juli 2003 scheiterte sein Versuch erneut Europameister zu werden durch technischen K. o. in Runde 9 am Briten Howard Eastman. Vier Monate später verlor er auch noch den Weltmeisterschaftskampf der IBO gegen den Briten Brian Magee durch technischen K. o. in Runde 8.
Nach fünf weiteren Kämpfen, darunter Niederlagen gegen Felix Sturm und Rudy Markussen, beendete er im Juni 2005 seine Boxkarriere.

## Erfolge
- Französischer Meister: 1995, 1996, 2002 und 2003
- Europameister: 19. Oktober 1996 (2 erfolgreiche Verteidigungen, danach Titel niedergelegt)
- Weltmeister der WBC: 2. Mai 1998 – 24. April 1999

## Auszeichnungen und Ehrungen
- 2014: Ein Schul- und Sportkomplex in Rillieux-la-Pape wird nach ihm benannt[1]
- 2017: Aufnahme in die Ehrenlegion[2]